# Войрш, Ремус фон
Мартин Вильгельм Ремус фон Войрш  (нем. Martin Wilhelm Remus von Woyrsch; 4 февраля 1847, замок Пильсниц под Бреслау — 6 августа 1920, замок Пильсниц) — германский военачальник, генерал-фельдмаршал.

## Молодые годы
Родился в семье крупного прусского государственного чиновника, в родовом замке Пильсниц. Выходец из старинного (известен с начала XVI века) южно-богемского аристократического рода. Окончил привилегированную гимназию в Бреслау. В апреле 1866 года зачислен на прусскую военную службу в 1-й гвардейский пехотный полк в Потсдаме в чине прапорщика.

## Первые войны
Уже через восемь недель после принятия Войрша на службу началась Австро-прусская война, и он вместе с своим полком оказался на фронте. В битве при Садовой, спасая тяжелораненного принца Антона фон Гогенцоллерна, был окружён австрийцами и захвачен в плен. В 1870—1871 годах воевал на франко-прусской войне, был ранен.

## Офицерская и генеральская служба
С 1873 года — полковой адъютант в том же полку, с 1876 года — адъютант 2-й гвардейской пехотной бригады. В 1878—1879 годах служил в Генеральном штабе. С 1879 года — командир роты. В 1882—1889 годах вновь служил в Генеральном штабе. С 1889 года — командир батальона 1-го гвардейского пехотного полка. С 1892 года — начальник штаба VII армейского корпуса. С 1894 года — начальник штаба гвардейского корпуса. С 1896 года — командир гвардейского фузилерного полка.
В 1897 году назначен командиром 4-й пехотной бригады и произведён в генерал-майоры. С 1901 года — командир 12-й пехотной дивизии. В 1903—1910 годах — командир — VI армейского корпуса в Бреслау, генерал от инфантерии (1905). В 1911 году вышел в отставку после 45 лет службы.

## Первая мировая война
При мобилизации перед началом Первой мировой войны возвращён на службу. 2 августа 1914 года назначен командиром Силезского ландверного корпуса (2 ландверные дивизии, 72 орудия). Корпус Войрша занимал позиции на Восточном фронте между германскими и австро-венгерскими войсками. Постоянно использовался командованием для поддержки действий австро-венгерских войск. Так, уже в ходе Галицийской битвы корпус Войрша 22 августа направлен на усиление правого фланга 1-й австро-венгерской армии, а уже 28 августа (9 сентября) потерпел тяжёлое поражение и был вынужден отступить, потеряв практически всю артиллерию 4-й ландверной дивизии и 5 000 человек пленными. Впрочем, вышестоящее командование оценило действия Войрша в тяжёлой обстановке положительно, он был награждён орденом и повышен в должности.
С 3 ноября 1914 года по 31 декабря 1917 года он командовал развёрнутой на базе ландверного корпуса армейской группы «Войрш». В оперативном отношении ему подчинялись 1-я (генерал В. Данкль) и 2-я (генерал Э. Бём-Эрмоли) австро-венгерские армии. Армейская группа отличилась в ходе Горлицкого прорыва и последующего наступления на левобережье Вислы. Участвовал в Люблин-Холмском сражении.
В июне-июле 1916 года на позиции армейской группы «Войрш» (три австро-венгерских и один германский корпус) пришёлся главный удар русского Западного фронта в ходе Барановичской операции. Войска Войрша удержали свои позиции и нанесли большой урон противнику.
С 29 августа по 31 декабря 1916 года был главнокомандующим «Группой армий Войрша» на центральном участке фронта, при этом за ним сохранился пост командующего своей армейской группой. В течение всего 1917 года продолжал командовать армейской группой. Когда после фактического прекращения боевых действий на Восточном фронте армейская группа «Войрш» была расформирована, а значительная часть её войск переброшена на другие фронты, Войрш подал рапорт об отставке и 31 декабря 1917 года уволен в отставку с производством в чин генерал-фельдмаршала.
Вернулся в свой родовой замок Пильсниц, где и скончался.
Племянник генерал-фельдмаршала обергруппенфюрер СС и генерал полиции Удо фон Войрш во время Второй мировой войны был одним из главарей нацистского террора в Польше и руководителем СС и полиции на Эльбе (штаб-квартира — Дрезден), после войны дважды осуждён за военные преступления.

## Награды
- Железный крест (Германия, 1871)
- Орден Чёрного Орла (Германия)
- Орден «Pour le Mérite» (25.10.1914) и дубовые листья к нему (23.7.1915)
- Военный орден Святого Генриха (Саксония)